# Dave Bancroft
David James Bancroft (Sioux City, Iowa, 20 de abril de 1891-Superior, Wisconsin, 9 de octubre de 1972), más conocido como Dave Bancroft, fue un jugador profesional estadounidense de béisbol que se desempeñó en la posición de campocorto en las Grandes Ligas de Béisbol (MLB). Es miembro del Salón de la Fama del Béisbol.

## Carrera
Bancroft jugó como profesional seis temporadas en Philadelphia Phillies (1915-1920), después pasó a New York Giants (1920-1923), luego a Atlanta Braves (1924-1927), posteriormente a Brooklyn Dodgers (1928-1929), y finalmente, regresó a Atlanta Braves, donde jugó una temporada (1930), y fue el equipo en el que se retiró.

## Reconocimiento
En 1971, ingresó como miembro al Salón de la Fama del Béisbol.